# سومو (تيبت)
سومو (بالإنجليزية: Xümo)‏ هي منطقة سكنية تقع في الصين في أزمة التبت والصين.[بحاجة لمصدر] يقدر عدد سكانها بـ
- نسمة .